# رولز-رویس اسپی

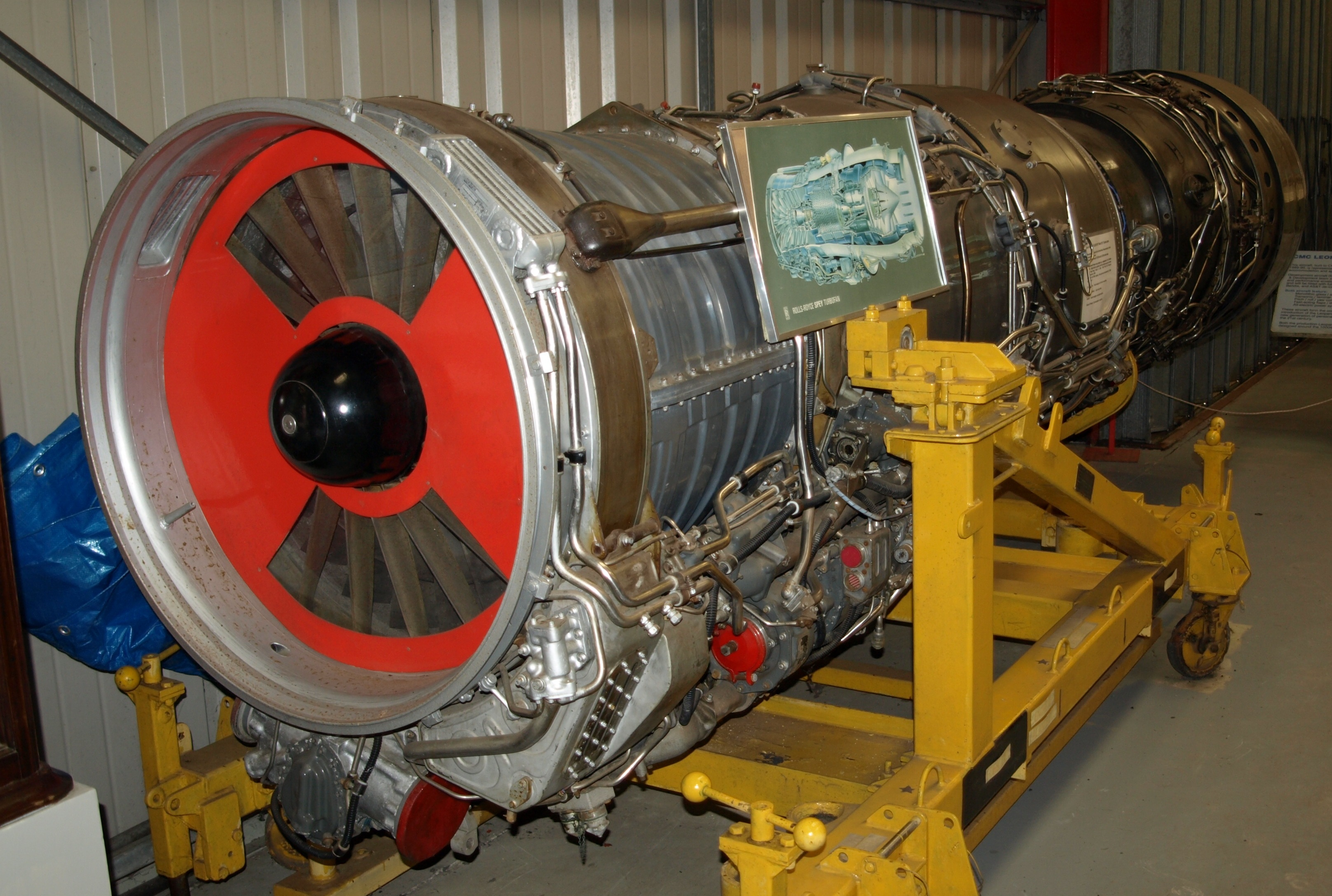
آربی. ۱۶۸ اسپی متعلق به جنگندهُ اف-۴کی فانتوم

رولز-رویس اسپی (به انگلیسی: Rolls-Royce Spey) (نامگذاری شرکتی: آربی. ۱۶۳ و آربی. ۱۶۸ و آربی. ۱۸۳) موتور توربوفن با ضریب کنارگذاری پایین است که به وسیلهٔ شرکت رولز-رویس طراحی و ساخته شد و برای ۴۰ سال به‌طور گسترده‌ای به کار گرفته می‌شد. این موتور در اواخر دههٔ ۱۹۵۰ در اصل برای جت‌های مسافربری طراحی شد، ولی طرح آن برای انواع موتورهای هواپیماهای نظامی و سپس برای ساخت موتور توربوشفت کشتیها با نام مارین اسپی به کار گرفته شد. یک نسخه تحت لیسانس آن به وسیله شرکت زیان ایرو-انجین ساخته می‌شود که دبلیواس-۹ کین لینگ نام دارد. ورژن‌های مدل پایه که در هوانوردی کاربرد داشته‌اند تاکنون بیش از ۵۰ میلیون ساعت پرواز داشته‌اند.

## طراحی و ساخت

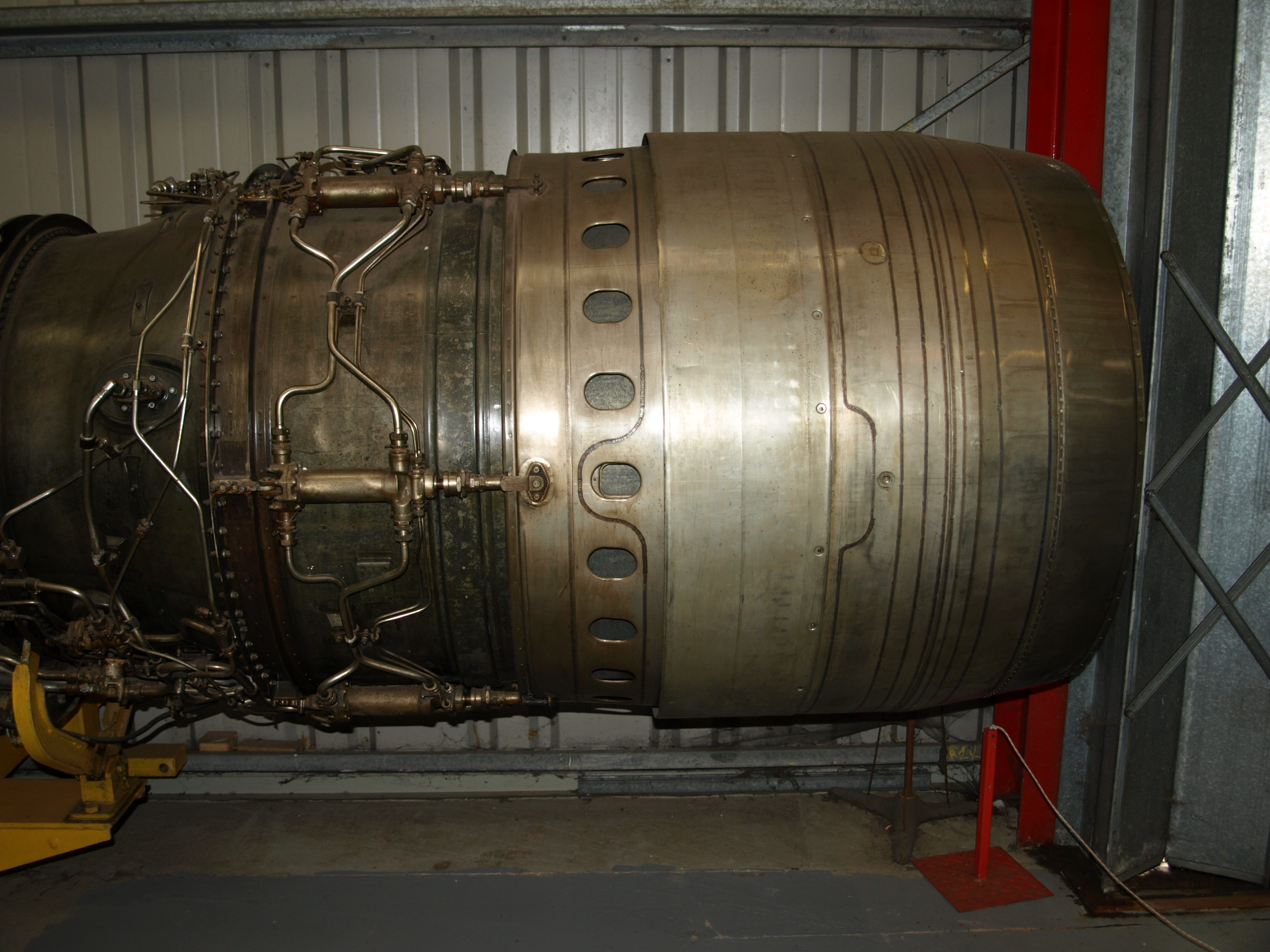
قسمت پس‌سوز یک آربی. ۱۶۸

در سال ۱۹۵۴ رولز-رویس نخستین موتور کنارگذار تجاری با نام رولز-رویس کانوی را معرفی کرد. این موتور برای هواگردهای کوچک‌تر مانند سود کاراول، بی‌ای‌سی یک-یازده و هاوکر سیدلی تریدنت که در مرحلهٔ طراحی بودند زیادی بزرگ بود. از این رو رولز آغاز به کار بر روی یک موتور کوچکتر، ولی از جنبه‌های دیگر کاملاً مشابه نمود و نام آن را آربی. ۱۶۳ گذاشت. این موتور دارای یک سیستم توربینی دوقرقره‌ای و فن کوچک با ضریب کنارگذاری تقریبی ۰/۶۴:۱ بود. نخستین ورژن‌های این موتور در سال ۱۹۶۴ به خدمت گرفته شد که در هواپیماهای یک-یازده و تریدنت به کار برده شد. ورژن‌های نیرومندتر دیگر این موتور در همین دهه به خدمت گرفته شدند، ولی سیر تکاملی آن در اواخر دههٔ ۱۹۶۰ به خاطر معرفی موتورهای با ضریب کنارگذاری بالاتر که سوخت کمتری مصرف می‌کردند به پایان رسید. شرکت‌های هواپیمایی که از این موتور استفاده می‌کردند تا اواخر دههٔ ۱۹۸۰ به بهره‌برداری از آن ادامه دادند و در این دهه اعمال محدودیت‌های صوتی در فرودگاه‌های اروپا آن‌ها را وادار نمود که این موتور را ار رده خارج کنند.

## سازگارسازی برای بوکانیر
در اواخر دههٔ ۱۹۵۰ اتحاد شوروی آغاز به ساخت سری‌های جدیدی از ناوهای بزرگ نمود که نیروی دریایی پادشاهی بریتانیا را در معرض خطر قرار می‌داد. پس از بررسی این مسئله نیروی دریایی بریتانیا تصمیم گرفت به جای این که در پاسخ ناوهای جدید بسازد، هواپیماهای تهاجمی جدیدی با کارایی لازم و دارای توانایی حمله موفقیت‌آمیز به ناوگان شوروی تولید کند. طرحی که برنده شد بلکبرن بوکانییر بود. در این طرح تکیه بر کارایی بالا در ارتفاع پایین برای پنهان ماندن از دید رادار دشمن بود. پرواز در ارتفاع پایین و در هوای متراکم تر نیاز به سوخت بیشتری دارد. مخلوط هوا و سوخت در موتور جت باید با یک نسبت مناسب باشد تا به درستی بسوزد و هوای بیشتر نیاز به سوخت بیشتر دارد و این مسئله در هواپیمایی مانند بوکانیر مشکل جدی ایجاد می‌کرد و باعث می‌شد که برد این هواپیما بسیار کوتاه باشد، مگر این که موتورهای آن برای پرواز در ارتفاع پایین بهینه‌سازی می‌شدند. ورژن‌های اولیه بوکانیر دارای موتور دهاویلند جایرن جونیور بود که کم توانی آن‌ها خطرآفرین بود. رولز-رویس این مسئله را با ارائه ورژن نطامی اسپی با نام آربی. ۱۶۸ حل کرد و بوکانیر با موتور اسپی معرفی شد و تا میانهٔ دههٔ ۱۹۹۰ مشغول خدمت بود. اسپی آن قدر در این زمینه موفق بود که در ایالات متحدهٔ آمریکا زیر لایسنس شرکت رولز-رویس با نام تی اف۴۱ و اف۱۱۳ ساخته شد و در تعدادی از هواپیماهای بریتانیایی و آمریکایی به کار گرفته شد.

## ایمنی رولز-رویس اسپی
اسپی در مدت زمان خدمت خود رکورد ایمن قابل توجهی از خود بر جای گذاشت، ولی به تدریج به خاطر نیاز صنعت هواپیماسازی به موتورهایی با نیروی رانش بیشتر اسپی از رده خارج شد و همین امر سبب شد که رولز موتور جدیدتری با یک فن بسیار بزرگتر تولید کند که رولز-رویس تی نام گرفت.

## کاربران
- ای‌ام‌ایکس اینترنشتال ای‌ام‌ایکس- ایتالیا/ برزیل
- بی‌ای‌سی یک-یازده- بریتانیا
- بلکبرن بوکانیر- بریتانیا
- فوکر اف۲۸ فلوشیپ- هلند
- گرومن گلف‌استریم ۲- ایالات متحده آمریکا
- گلف‌استریم ۳- ایالات متحده آمریکا
- هاوکر سیدلی نیمرود ام‌آر۱/آر۱/آم‌آر۲/ای‌ئی‌دبیلیو۳- بریتانیا
- هاوکر سیدلی تریدنت- بریتانیا
- IML Addax- نیوزیلند
- مک‌دانل داگلاس فانتوم اف‌جی۱/اف‌جی‌آر۲- ایالات متحده آمریکا
- شیان جی‌اچ-۷- چین
- تراست اس‌اس‌سی- بریتانیا